# Lena Svedberg
Aina-Lena Bernice Svedberg, född 26 april 1946 i Karl Johans församling i Göteborg, död 2 juli 1972 i Stockholm, var en svensk tecknare, målare och illustratör.

## Biografi
Lena Svedberg växte upp i Addis Abeba i Etiopien, där hennes far var ekonomisk rådgivare åt kejsare Haile Selassie. Hon utbildade sig på Kungliga Konstakademin i Stockholm. I sina teckningar riktade hon kritik mot det moderna samhällets politiska och ekonomiska människosyn. Hon arbetade ofta i mycket stora format, med groteska, satiriska bilder med ett myller av gestalter och med en djup och radikal svärta. Hon medverkade tillsammans med bland andra Lars Hillersberg, Carl Johan De Geer, Ulf Rahmberg och Karin Frostenson i den anarkistiska undergroundtidskriften PUSS. Under sitt korta liv var hon sjuklig, använde droger och tog sitt liv 1972, vid 26 års ålder.

## Eftermäle
Efter Lena Svedbergs död ingick hennes teckningar i ett antal utställningar, bland annat en samlingsutställning på Göteborgs konstmuseum och konsthall 1975 där hon presenterades tillsammans med Lena Cronqvist, Siri Derkert och Vera Nilsson. En minnesutställning visades bland annat på Malmö Konsthall 1976. Efter att hennes teckningar varit med på samlingsutställningen Hjärtat sitter till vänster på Göteborgs konstmuseum 1998, uppmärksammades hennes konst på nytt.
| ”               | Fyrtio år efter sin död är Lena Svedberg något av en kultfigur i konstkretsar. ... Här finns ingen artighet eller inställsamhet. Lena Svedberg nosade sig fram till mänsklighetens smutsigaste vrår som en sorts folkhemsk Hieronymus Bosch. | „ |
| – Bo Madestrand | |   |

Carl Johan De Geers kortfilm Jag minns Lena Svedberg (2000) skildrar Svedbergs och De Geers samarbete och vänskap med henne. Svedberg är representerad vid bland annat Göteborgs konstmuseum, Moderna museet i Stockholm och Kalmar konstmuseum.